# إدغار غيلبرت
إدغار غيلبرت (بالإنجليزية: Edgar Gilbert) هو عالم حاسوب ورياضياتي أمريكي، ولد في 25 يوليو 1923 في كوينز في الولايات المتحدة، وتوفي في 15 يونيو 2013 في Basking Ridge, New Jersey ‏ في الولايات المتحدة.